# De Dion-Bouton
La De Dion-Bouton è stata una casa automobilistica francese in attività, come costruttore di autovetture dal 1883 al 1932 e come costruttore di autocarri fino al 1968, anno in cui scomparve definitivamente. Gli ultimi veicoli costruiti furono dei camion per pompieri.

## Storia

### Origini
Questa casa automobilistica fu tra le primissime a dare l'avvio al concetto di industria automobilistica, del cui periodo pionieristico viene universalmente riconosciuta ed annoverata ancor oggi tra i massimi esponenti. La società fu fondata a Puteaux dal conte Jules-Albert De Dion, da George Bouton e dal cognato Charles Trépardoux. Questi ultimi erano già da qualche tempo specializzati nella costruzione di motori a vapore e di giocattoli presso la loro bottega parigina. Nel dicembre 1881, il conte De Dion si recò in un magazzino in Boulevard des Italiens, a Parigi, per cercare degli articoli per una festa da ballo organizzata in occasione delle festività natalizie. In questo magazzino vide una macchina a vapore in miniatura e rimase incantato da essa. Chiese al titolare del magazzino chi fosse l’autore di quella piccola perla di meccanica e il titolare gli diede l’indirizzo: Passage Léon, rue de Clignoncourt, dove De Dion conobbe Georges Bouton e Charles Trepardoux, ai quali di lì a non molto propose di formare una società per la costruzione di macchine a vapore. Un primo embrione di questa società ebbe origine nel 1882 con la nascita della Trepardoux et Cie, sita in rue Pergolèse 22, sempre a Parigi. La scelta di questa prima ragione sociale stava principalmente nelle seguenti due motivazioni: Trépardoux era l'unico dei tre ad essere laureato e fu quindi ritenuto il più idoneo a figurare per primo nella denominazione dell'azienda, mentre il conte De Dion preferì non figurare per non attirarsi le ire del padre, contrario ai progetti del giovane conte, allora ventiseienne. Ma di fatto fu quest'ultimo a fornire la maggior parte dei capitali per l’apertura della nuova attività.
Ma già nel 1883 la ragione sociale venne mutata in De Dion, Bouton et Trépardoux in Paris, con sede in un edificio di maggiori dimensioni situato a Puteaux, vicino a Parigi. Il motivo di tale cambiamento è da ricercare nel fatto che da subito l'attività dei tre soci prese a funzionare, ragion per cui si rese necessario un ambiente di lavoro più ampio, con un magazzino più capiente. La società prevedeva un capitale sociale diviso in parti uguali fra i tre fondatori, anche se a versare liquidità furono solo Trépardoux e De Dion, mentre Bouton, che aveva una marcia in più rispetto agli altri due in termini di talento ingegneristico, mise a disposizione la sua grande preparazione tecnica.

### Automobili a vapore

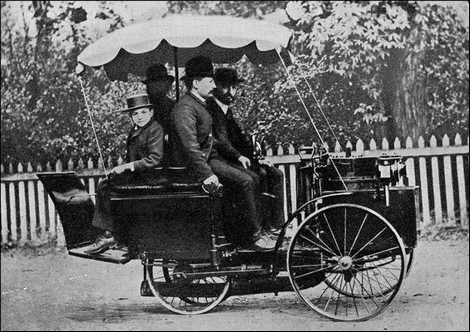
Il quadriciclo La Marquise del 1884, una delle prime autovetture realizzate dalla casa di Puteaux

- Durante i primissimi anni di attività dell'azienda di Puteaux, si decise di orientare la produzione alle caldaie a vapore e ai motori a vapore per utilizzi vari, da quelli domestici alla vera e propria autotrazione. Quest'ultima applicazione, assieme alle auto elettriche, costituiva in quegli anni ancora una delle due sole vie per spostarsi con un mezzo che non fosse ippotrainato, dal momento che i motori a scoppio erano ancora in fase sperimentale. Fu così che entro la fine di quello stesso 1883 i tre soci fondatori riuscirono a realizzare una caldaia, originariamente pensata ed ottimizzata per il suo montaggio su piccole imbarcazioni, ma che venne adattata anche per un'automobile a vapore. Essa aveva la caldaia e il motore montati anteriormente, i quali azionavano le ruote anteriori mediante cinghie, mentre le ruote posteriori erano sterzanti, quest'ultima una vera particolarità che però non trovò un seguito nei decenni successivi, neppure con l'evoluzione del concetto di autovettura. Solo alcuni modelli sperimentali, nel corso dei decenni, vennero realizzati senza però mai raggiungere la produzione in grande serie. D'altra parte, la scelta di montare un retrotreno sterzante fu dettata dalle grosse difficoltà incontrate in fase di progettazione relativamente al fatto di ottenere le ruote anteriori motrici e sterzanti nello stesso tempo: le conoscenze tecnologiche dell'epoca non lo consentivano. Resta il fatto che alcune fonti azzardano a ritenere questa la prima autovettura a trazione anteriore[2]. Un veicolo perfezionato, La Marquise, venne fabbricato nel 1884 con trazione anteriore, ruote posteriori sterzanti e posto per quattro persone. Esso esiste ancora, è ancor oggi in ottime condizioni di meccanica, è in grado di marciare e fra l'altro ha partecipato regolarmente alla «London to Brighton Veteran Car Run» (corsa d'auto d'epoca Londra-Brighton, rievocazione della corsa originale). Altre due macchine vennero assemblate nel 1885 seguite da una serie di veicoli leggeri a due cilindri: di lì a un paio di anni la gamma si ampliò notevolmente, arrivando a comprendere diversi modelli a tre e a quattro ruote.

### La rottura di Trépardoux

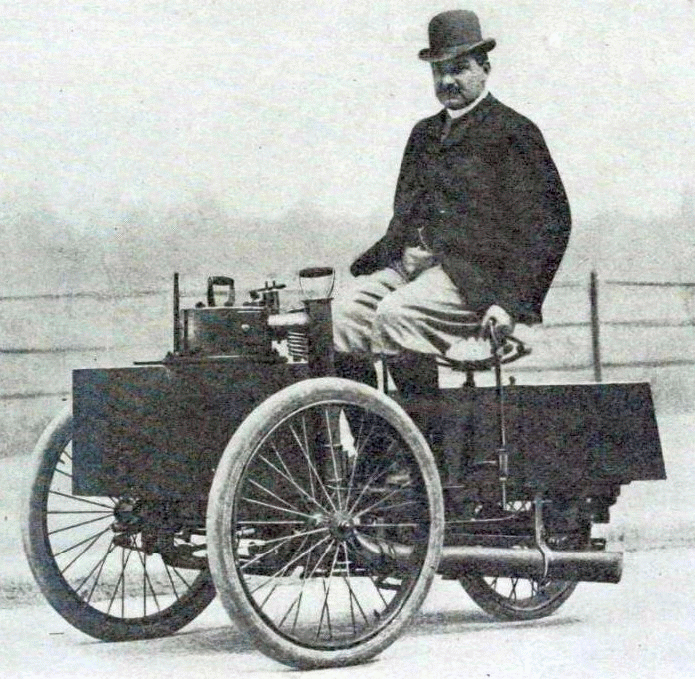
Triciclo a vapore del 1889

Intanto, nel 1886, vennero registrati i brevetti relativi alle prime due autovetture dotate di motore a scoppio, ossia la Benz Patent Motorwagen e la Daimler Motorkutsche, due vetture che inizialmente, data la novità del motore endotermico, faticarono ad essere digerite dal pubblico e soprattutto dalla potenziale clientela che eventualmente avrebbe potuto permettersi un simile acquisto. Pertanto stentarono enormemente nelle vendite, che rimasero limitate a poche unità. Proprio per promuovere ulteriormente tale tipologia di motore, uno dei due progettisti, ossia Gottlieb Daimler, decise di partecipare all'Esposizione Universale di Parigi del 1889 e lo fece con una nuova vettura, la Stahlradwagen. La vettura, e soprattutto il nuovo tipo di motore con cui venne equipaggiata, attirò l'attenzione del conte De Dion, il quale cominciò a convincersi sempre più delle potenzialità del motore a scoppio rispetto a quelle dei motori a vapore, anche se per il momento la sua produzione continuò ad includere solo quest'ultimo tipo di propulsione. Vennero comunque condotti studi e sperimentazioni sui motori a scoppio, allo scopo di realizzarne finalmente di affidabili. Ciò andò avanti per alcuni anni, durante i quali vennero fra l'altro realizzati due prototipi di motori stellari a 4 e a 12 cilindri, senza che però si giunse mai ad una produzione in serie. Intanto le vetture a vapore prodotte cominciarono a montare pneumatici Michelin a partire dal 1892. Nel 1893, il conte De Dion si convinse definitivamente che il futuro era nel motore a scoppio e lo comunicò ai due soci. Bouton non fu pienamente convinto, anche se continuò a collaborare con il conte De Dion, mentre Trépardoux, accanito sostenitore dell'uso del motore a vapore, fu decisamente contrario all'idea, ragion per cui abbandonò la società nel 1894 dopo le aspre divergenze che ne conseguirono con gli altri due soci, spingendo il conte De Dion e Georges Bouton a ribattezzare l'azienda come De Dion, Bouton et Compagnie. Proprio il 1894 vide svolgersi quella che viene unanimemente considerata la prima gara automobilistica della storia, la Parigi-Rouen, al termine della quale una De Dion-Bouton a vapore con rimorchio si vide scippare la vittoria dalla giuria perché la vettura partecipante fu ritenuta non idonea alla gara (vedi paragrafo relativo all'attività sportiva).

### Il passaggio ai motori a scoppio

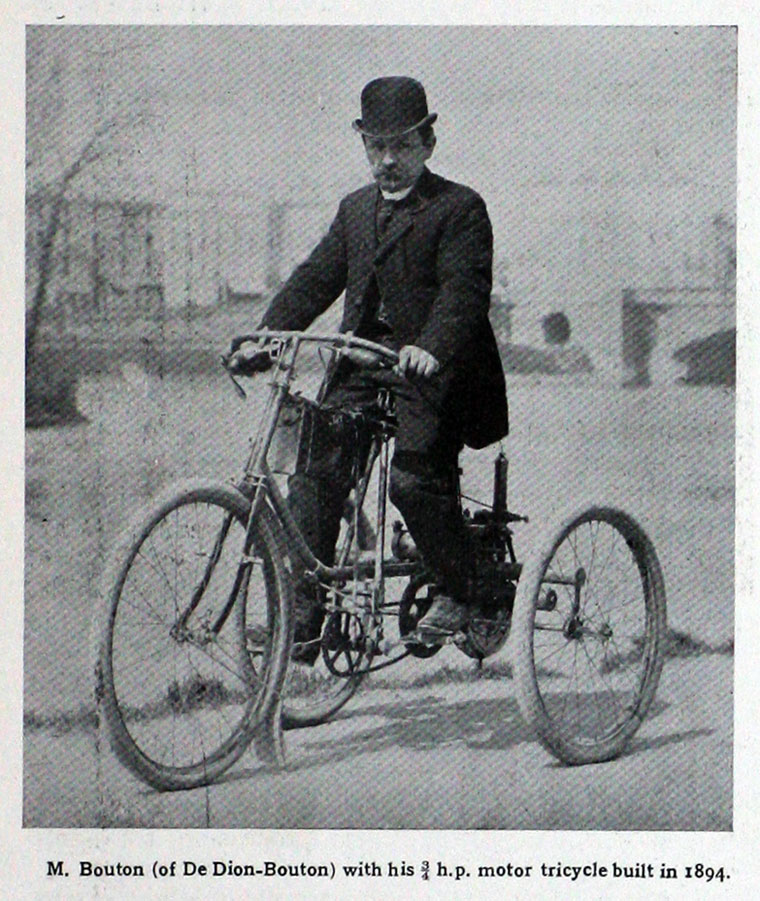
Il prototipo di triciclo del 1885 su telaio Decauville

Nonostante la mancata vittoria della De Dion-Bouton fosse dovuta solo a circostanze più burocratiche che non di effettiva validità della vettura, i consensi presso la potenziale clientela si fecero numerosi, non solo per quanto riguarda l'acquisto di vetture finite, ma anche per l'acquisto dei soli motori a vapore. E nonostante il successo ottenuto presso la clientela, il conte De Dion prese a calcare la mano nello studio dei motori a scoppio, sempre con la collaborazione di Georges Bouton. Nel 1895, venne realizzato un nuovo piccolo motore monocilindrico da 137 cm³, il quale girava all'allora notevole regime di 3000 giri ed era munito di accensione elettrica. La valvola di aspirazione e quella di scarico erano poste in alto e alle due estremità dell'albero a camme fu posto un volano. Il motore fu applicato a un telaio basato su una bicicletta a tre ruote di origine Decauville e messo in vendita nel 1896 col motore portato a 185 cm³. La «petite voiture» restò in produzione fino al 1902. Vale la pena ricordare che sempre nel 1895 il conte De Dion fondò l'Automobil Club francese. Quanto al piccolo motore appena descritto, nel 1898 esso fu montato su di un modello a quattro ruote e nel 1900 da una carrozza «vis-a-vis» col motore sotto il sedile e trazione posteriore tramite un cambio a due velocità. È importante ricordare come questi primi modelli di vettura con motore a scoppio utilizzavano un innovativo schema dell'asse innovativo che sarebbe diventato famoso come Ponte De Dion, dove la funzione di direzione e di trasmissione dell'asse della ruota sono separati. Tale schema verrà utilizzato anche molti decenni dopo su alcuni modelli decisamente più moderni e prestanti, per esempio su diverse Alfa Romeo degli anni'70 e '80.
Nel corso dell'ultimo lustro del XIX secolo la gamma fu soggetta ad una rapida evoluzione: dal primo triciclo del 1895 si passò dapprima a due tricicli per poi cambiare genere e dedicarsi solo a vetture a quattro ruote: nel 1900 la gamma fu composta da quattro modelli, tutti a quattro ruote, ossia la Type C, la Type D, la Type E e la Type F. Di questi, la Type C e la Type F erano delle phaeton a due posti equipaggiate con un motore da 327 cm³, mentre le altre due erano delle vis-à-vis e montavano un motore quadro da 402 cm³, tutti accomunati dall'architettura monocilindrica. In quel finire di secolo, la casa di Puteaux si espanse notevolmente, non solo in ambito nazionale: basti pensare che nel 1899 venne aperta la filiale statunitense con ragione sociale De Dion-Bouton Motorette Company, mentre il marchio divenne famoso anche in Russia, Cina, Africa, India e persino in Australia, dove diversi esemplari vennero venduti. Anche il Canada conobbe ben presto il marchio di Puteaux, tra l'altro con un piccolo primato: infatti la prima automobile ad esser registrata ufficialmente nella provincia di Québec fu una De Dion-Bouton, nel 1903. La sua targa mostra il codice "Q 1", dipinto a mano. Nel 1900 l'azienda divenne il più grande costruttore automobilistico al mondo, una realtà industriale che dava lavoro a 1.300 dipendenti, producendo 400 auto e 3200 motori solo in quell'anno. Non solo, ma continuarono ad essere prodotti anche motori a scoppio per conto di altri costruttori che in quel periodo stavano nascendo. Tra questi la Delage, la Renault ed anche alcuni costruttori emergenti italiani, fra cui la Bianchi per i suoi primissimi tricicli motorizzati.
Sempre desideroso di sperimentare nuove soluzioni tecnologiche, il conte De Dion sperimentò per breve tempo anche la propulsione elettrica: fra il 1901 e il 1902 venne prodotta una piccola serie di vetturette a trazione posteriore con motore da 10 CV e con batteria da 170 Ah. Tale modello raggiungeva una velocità massima di 18–20 km/h, garantendo un'autonomia di 80 km circa. Tale sperimentazione durò solo un anno circa, per poi scomparire dai progetti della casa di Puteaux, nuovamente a favore dei motori a scoppio.
Il 18 giugno 1902 venne omologata la Type N, detta anche Populaire, spinta anch'essa da un monocilindrico da 700 cm³ in grado di erogare 6 CV di potenza massima. La sua produzione raggiungerà il pieno regime nel 1903, quando venne posto in commercio anche il primo camion della casa dotato di motore a scoppio, in questo caso un monocilindrico da 942 cm³ e da 8 CV. Alla fine dello stesso anno, nello stesso modello comparve anche la retromarcia. Sempre nel 1903 comparvero i primi motori multicilindro: si cominciò con il due cilindri 1728 cm³ Type S, seguito nel 1904 dal quattro cilindri 2545 cm³ Type AD. Le automobili diventavano anche sempre più moderne, col radiatore posto anteriormente al motore e con la prima frizione monodisco, brevettata proprio dalla casa di Puteaux il 9 dicembre 1904 e con comando passato dalla leva a pedale.
Entro la fine del 1905, la gamma De Dion-Bouton era composta da ben sei modelli di autovetture: 

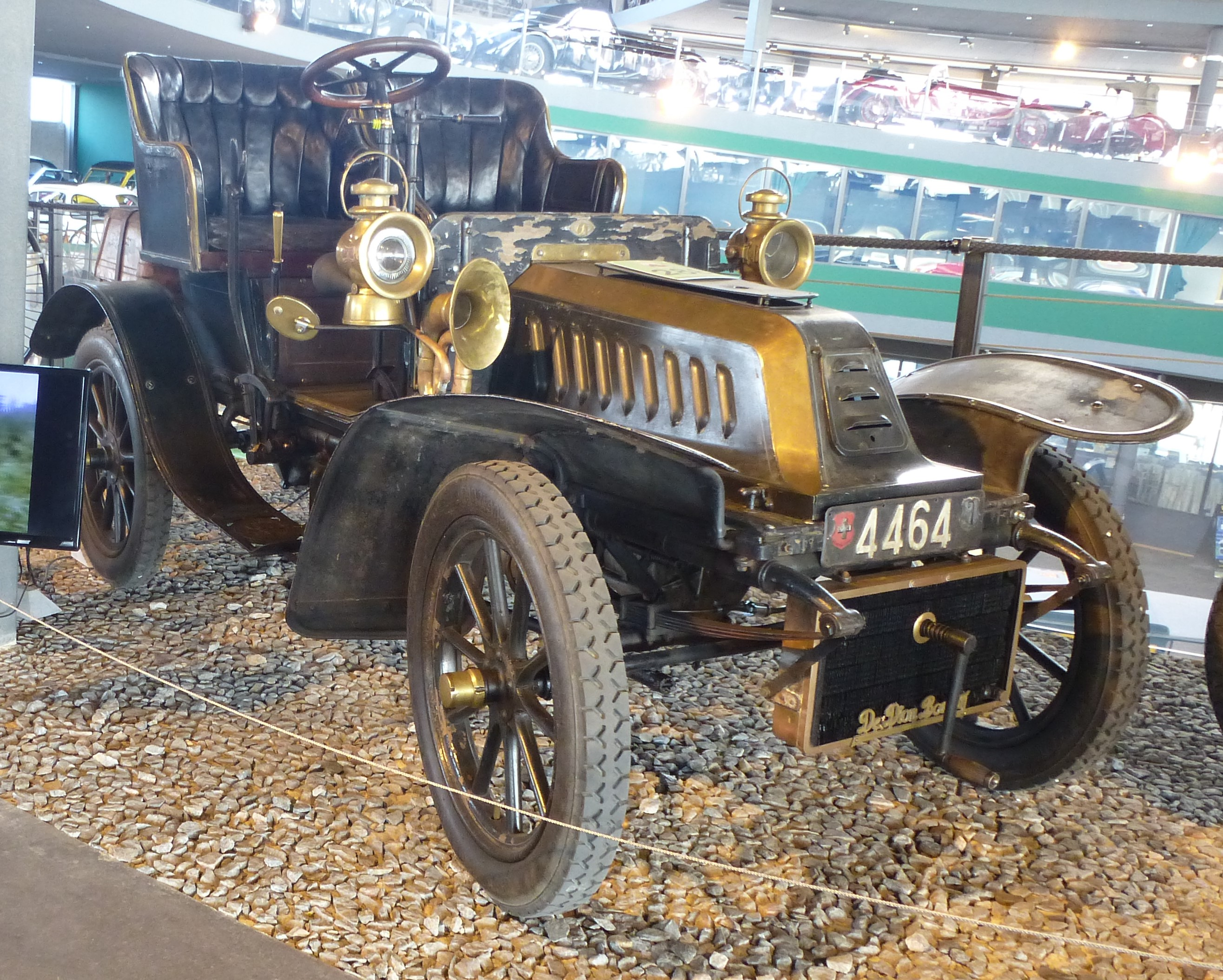
Una Type Y, modello di base della gamma De Dion-Bouton del 1905

- Type Y, con motore monociindrico da 700 cm3;
- Type AL, con motore monocilindrico da 942 cm3;
- Type Z, con motore monociindrico da 1060 cm3;
- Type AB, con motore bicilindrico da 1.400 cm3;
- Type AC, con motore bicilindrico da 1.728 cm3;
- Type AL, con motore bicilindrico da 2.545 cm3.

Gli anni immediatamente successivi videro la casa di Puteaux impegnata in numerosi campi: oltre alla produzione di autovetture, autocarri, autobus e taxi, continuò anche a produrre motori stazionari e pompe. Per quanto riguarda i taxi, il ricco De Dion, ormai dal 1901 divenuto marchese, si attivò anche fondando una compagna di taxi nel 1908 in Inghilterra. Nel 1910 venne lanciata sul mercato la Type CJ, prima auto di serie al mondo a montare un motore V8, in questo caso da 6107 cm³. Va detto che la De Dion-Bouton non era nuova a questo genere di motori, giacché da qualche tempo aveva preso ad impiegarlo per i suoi primi motori aeronautici, un altro settore in cui la casa di Puteaux imparò a farsi conoscere. Questo tipo di architettura tese a moltiplicarsi nei successivi quattro anni di produzione automobilistica, basti pensare che alla fine del 1913 furono ben cinque i modelli con motore V8 presenti in gamma, ai quali se ne aggiunsero altrettanti con motore quadricilindrico più un modello con motore bicilindrico. Come si può notare, oltre ai molti modelli a 4 e ad 8 cilindri, vi è la mancanza di modelli monocilindrici, ormai superati in quegli anni. E la presenza di un solo modello bicilindrico testimonia la volontà da parte del direttivo della casa di Puteaux di spostare verso l'alto il livello delle proprie vetture, che vennero quindi indirizzate a segmenti di mercato decisamente più alti.

### La Prima Guerra Mondiale
Durante la prima guerra mondiale la fabbrica produsse componenti per armi, veicoli armati e motori d'aereo oltre ad auto e camion, sempre allestiti in base alle commesse del governo francese. Inizialmente quest'ultimo concesse alla dirigenza della De Dion-Bouton di produrre una piccola serie di alcuni modelli per uso civile. Ma già nel corso del 1915 tale concessione fu revocata a favore di una piena conversione alla produzione bellica, non solo limitatamente agli impianti francesi, ma anche a quelli britannici, già da tempo aperti dalla casa di Puteaux e pienamente in attività. Per quanto riguarda la produzione di motori aeronautici, la De Dion-Bouton si avvalse dei motori V8 di sua produzione, opportunamente modificati ed adattati per essere montati sui primi aerei da guerra della storia. I veicoli armati furono invece basati su telai automobilistici o di camion, anche in questo caso opportunamente rinforzati per resistere alle forti sollecitazioni che un impiego in campo bellico avrebbe comportato. Gli stessi veicoli furono muniti di cannoni da contraerea e di munizioni da 75 mm.

### Il primo dopoguerra, le difficoltà finanziarie e la fine della produzione automobilistica

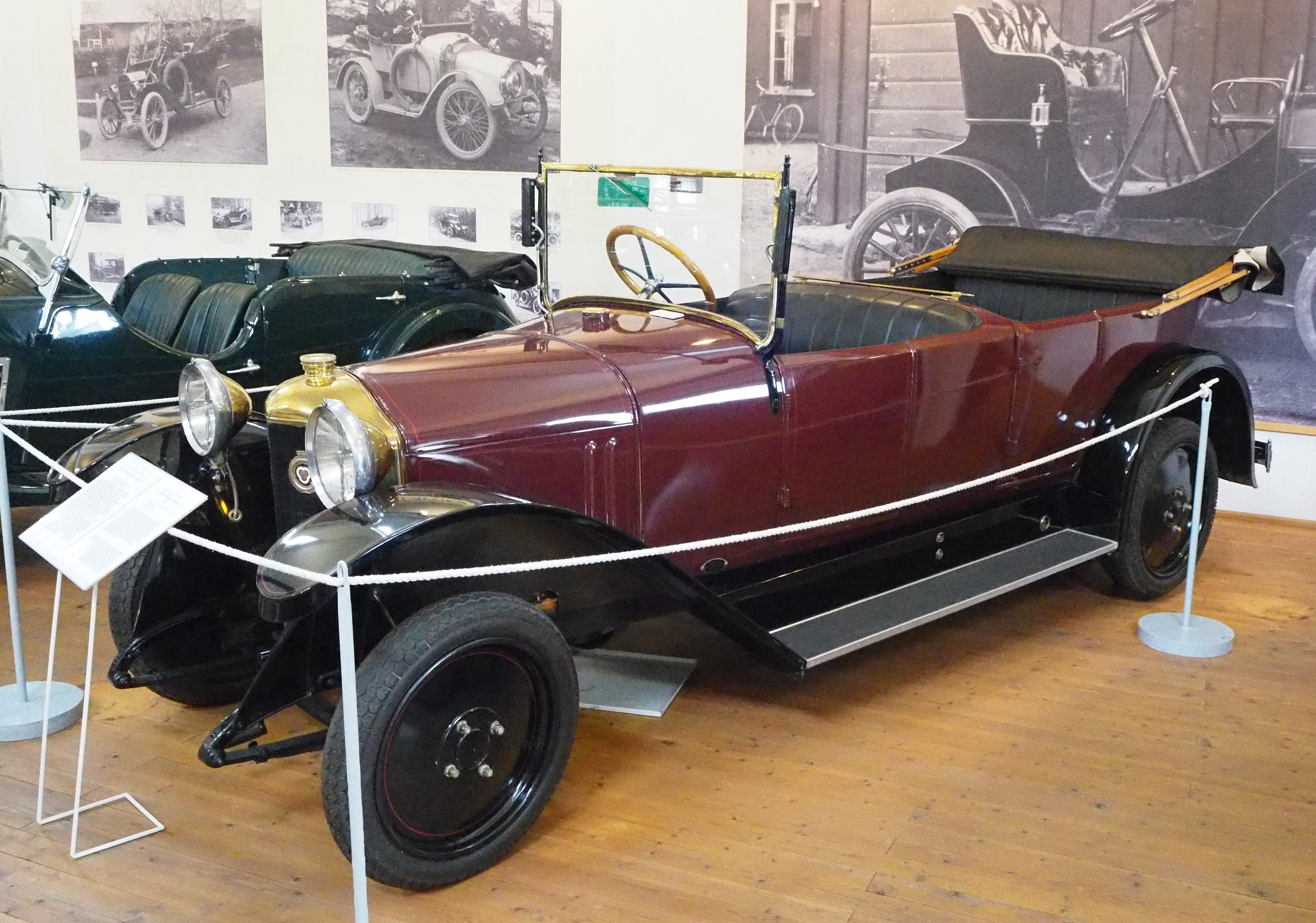
Una Type ID torpedo, facente parte della gamma De Dion-Bouton all'indomani della fine della Prima Guerra Mondiale

Cessata la guerra, all'inizio del 1919 la De Dion-Bouton inviò una missiva alla clientela più fedele e ai punti vendita, informandoli che entro breve tempo sarebbe stata riavviata la produzione di vetture per uso civile, fornendo anche una prima descrizione di quale sarebbe stata la nuova gamma automobilistica dell'immediato primo dopoguerra. Tale gamma, secondo il programma dell casa di Puteaux, doveva essere composta da quattro modelli, di cui due a quattro cilindri e due equipaggiate con un motore V8. Tutti questi motori sarebbero stati di nuova progettazione, senza essere quindi derivati dalla produzione pre-bellica. Questi modelli furono:
- Type IC, con motore quadricilindrico da 1539 cm3[11];
- Type ID, con motore quadricilindrico da 1847 cm3[11];
- Type IB, con motore V8 da 2262 cm3[11];
- Type HG, con motore V8 da 3695 cm3[11].

Purtroppo, nonostante la bontà dei progetti, la De Dion-Bouton dovette scontrarsi con un contesto storico assai sfavorevole: la fine della guerra portò infatti con sé un'inflazione assai elevata che tagliò in brevissimo tempo il potere di acquisto della potenziale clientela, inducendola a valutare con attenzione se impegnarsi o meno in una spesa così ingente. A ciò va aggiunto l'arrivo in Europa del fordismo (che in quel periodo ancora non era neppure noto con tale nome), introdotto ed applicato negli USA da Henry Ford già diversi anni prima dell'avvento della guerra. Tal metodo, basato sulla produzione in catena di montaggio, permetteva un drastico abbattimento dei costi di produzione, rendendo così estremamente concorrenziali i prezzi delle vetture prodotte in quel modo. In Europa tale metodologia produttiva venne introdotta proprio da un costruttore francese, la Citroën, una realtà industriale appena nata e forte della mentalità innovatrice del suo fondatore. A tale agguerrito concorrente, si aggiunse ancora la penuria di materie prime di buona qualità, specialmente di acciai, spesso riciclati e già sottoposti a numerosi e pesanti stress meccanici. Ciò, unito all'ostinazione da parte della casa di Puteaux di continuare ad utilizzare alberi a gomiti su appena due supporti di banco, portò a dover limitare le prestazioni delle vetture da essa prodotte, pena inevitabili rotture. 

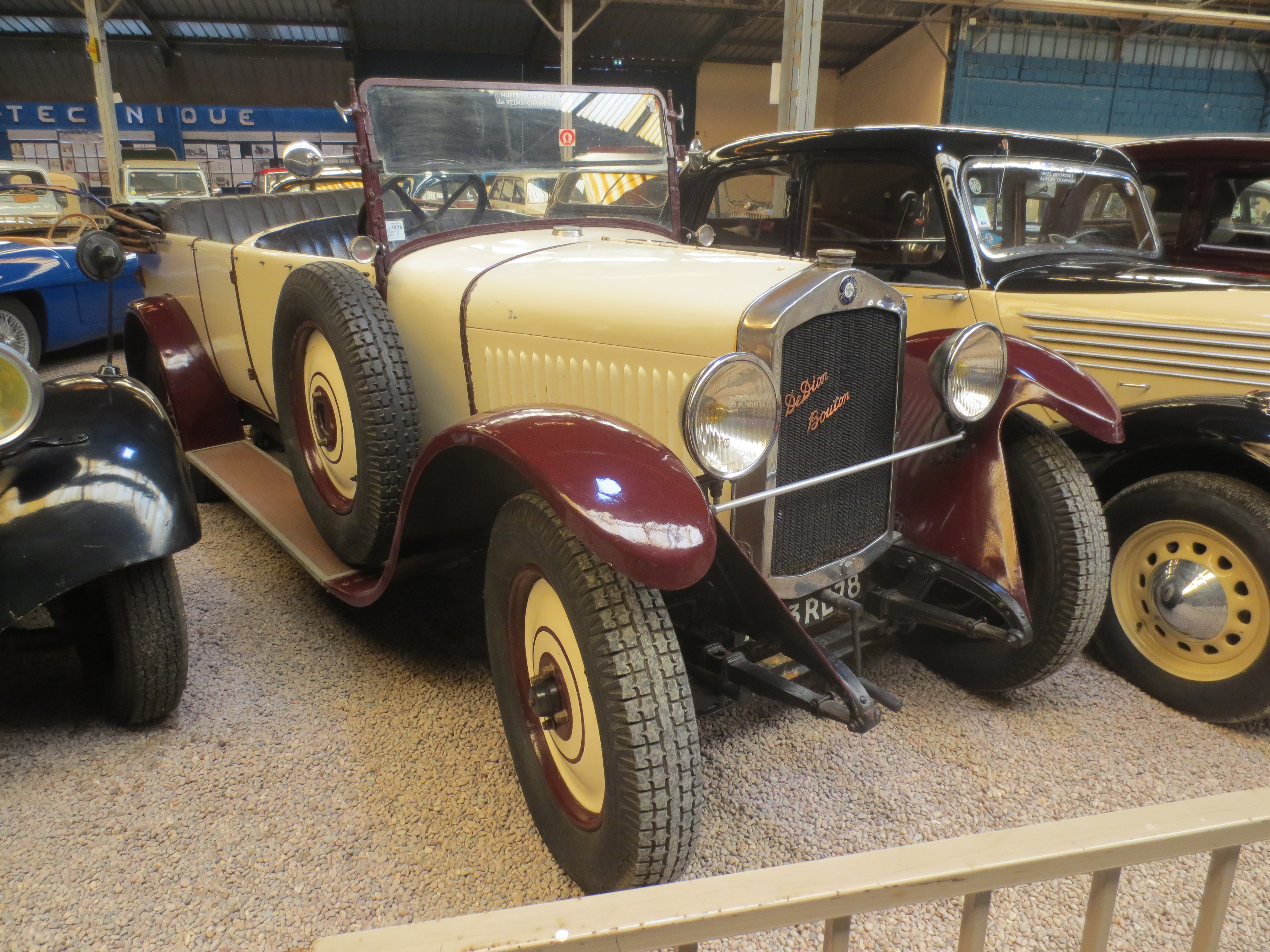
Una Type IT del 1928

Per questi motivi, le vendite della De Dion-Bouton nell'immediato primo dopoguerra stentarono a decollare: l'azienda conobbe così un periodo di stasi per quanto riguarda la produzione automobilistica, dal quale in realtà non si sarebbe praticamente più riuscita a risollevare. Dopo il 1923 si fermò la produzione di motori V8: l'ultimo modello equipaggiato con tale tipologia di motore fu la Type IR, proposta in listino solo per quell'anno. Solo alla fine del decennio vi fu un effimero ritorno agli 8 cilindri, questa volta in linea, con il lancio della Type LB. Intorno alla metà degli anni '20 del XX secolo, la maggior parte dei modelli era equipaggiata unicamente con motori direttamente derivati da quello della Type ID del 1919 di cui conservarono anche la cilindrata di 1847 cm3. Nel tentativo di proporre comunque dei contenuti tecnici moderni, vennero lanciati nuovi modelli con freni alle ruote anteriori, ma i risultati non si videro. Nel frattempo, per compensare le magre vendite ottenute dal settore automobilistico, si riprese anche con la produzione di camion e di mezzi ferroviari, in particolare automotrici, che contribuirono a far sopravvivere l'azienda anche dopo la cessazione della produzione automobilistica. Ciò avvenne nel 1932, complice anche la delicata congiuntura sul piano finanziario, derivante dalle conseguenze della Grande depressione.

### LaSociété Nouvelle des Automobiles De Dion-Bouton
Ma già nel 1931, in vista della cessazione di tale produzione, la ragione sociale mutò in Société Nouvelle des Automobiles De Dion-Bouton. Venne mantenuto il marchio, ma non più i suoi fondatori: il marchese De Dion, infatti, si ritirò a vita privata come anche Georges Bouton, oramai ultraottantenne. A dispetto della ragione sociale, poi, la produzione non si sarebbe mai più orientata verso il settore automobilistico, ma si sarebbe concentrata sugli autocarri e sulle automotrici in particolare.
Vale la pena a questo punto ripercorrere brevemente la storia della produzione De Dion-Bouton negli altri settori. Oltre alla già più volte citata produzione di autocarri, omnibus e veicoli ferroviari, vi furono anche brevi trscorsi produttivi anche nei rami delle imbarcazioni e relativi motori, dei motori aeronautici e persino di cicli e motocicli.

#### Autocarri
Già a partire dalla seconda metà degli anni '90 dell'Ottocento, la produzione De Dion-Bouton si estese al settore dei camion e delle vetturette per le consegne (voitures de livraison in francese), antesignane dei successivi furgoncini. A differenza delle autovetture e dei tricicli, per i quali si era già optato per il passaggio al motore endotermico, per i primissimi autocarri prodotti a Puteaux si lasciò ancora spazio ai motori a vapore benché alcuni esemplari cominciassero ad essere equipaggiati anche con motori endotermici. Modello di punta di quei primissimi anni di produzione fu un camion di grossa cilindrata e della potenza di 35 CV, molto alta per quell'epoca. All'alba del XX secolo i motori a vapore presero a cedere il passo ai motori a scoppio: già all'inizio del 1904, la gamma di autocarri prodotti dalla De Dion-Bouton si articolava su tre modelli, rispettivamente da 10, 12 e 15 CV di potenza e con portate massime di 15, 18 e 25 quintali. Questi autocarri non furono necessariamente concepiti solo per il trasporto merci: molti esemplari vennero infatti allestiti da ditte terze come camion dei pompieri, come ambulanze oppure come veicoli per la pulizia delle strade.
Nel 1914, con l'avvento della Grande Guerra, la produzione di autocarri rimase attiva e proficua, specialmente per il trasporto di truppe e/o vettovaglie, oppure con allestimenti speciali come veicoli armati con cannoni da contraerea. La produzione venne divisa fra i due paesi alleati Francia e Regno Unito, visto che anche oltremanica la De Dion-Bouton possedeva un sito produttivo. La produzione automobilistica rimase attiva, anche se in misura sensibilmente inferiore e solo per alcuni mesi, fino a parte del 1915. In seguito, date le enormi commesse inoltrate dai due governi, gli sforzi produttivi vennero concentrati quasi esclusivamente al settore degli autocarri (ma non solo, come si vedrà) e si procedette all'assunzione di 2.500 operai in più, passando dai 3.500 dipendenti del 1910 ai 6.000 dipendenti in forza all'azienda quattro anni dopo. Date le circostanze e il drammatico periodo storico con tutte le sue implicazioni, continuarono ad essere attive quelle aziende che allestivano autocarri per esempio come ambulanze. Oltre alla produzione di mezzi di trasporto su terraferma, durante la Prima Guerra Mondiale la casa di Puteaux produsse anche motori aeronautici e proiettili per cannoni, anche per quelli montati sui propri carri armati. Il carro armato De Dion-Bouton pesava 5,6 tonnellate, il suo cannone riusciva a ruotare di 240° e con un'inclinazione variabile fino a 70°. Sparava un proiettile da 75 mm ogni 4 secondi e raggiungeva una velocità massima di appena 15 km/h, data la sua enorme massa.
Dopo la Grande Guerra la produzione di autocarri continuò con la riconversione ad usi civili, produzione che proseguì anche dopo il 1932 con la costituzione del nuovo assetto aziendale: tra i modelli più significativi va senz'altro ricordato il Type LY, dotato di un motore a 6 cilindri da 6,6 litri. L'anno successivo venne poi commercializzato per breve tempo un camion equipaggiato con un motore diesel di origine Deutz, ma di lì a pochissimo presero piede i motori a gasogeno, dato il periodo di difficile reperibilità dei carburanti convenzionali. Dopo la Seconda Guerra Mondiale non vi fu una vera e propria ripresa della produzione di autocarri, che continuò a ritmi blandi, per terminare poi nel 1952. I camion per la pulizia delle strade resistettero per un altro anno ancora, fino al 1953.

#### Omnibus e autobus
Sugli stessi telai degli autocarri vennero realizzati anche i primi omnibus francesi, da 8, 10 e 14 posti. La produzione di omnibus cominciò già alla fine del XIX secolo con i primi modelli spinti da motori a vapore. Parallelamente agli autocarri, anche per gli omnibus vi fu una conversione ai motori a scoppio nel giro di pochi anni. La produzione di omnibus fu un'attività significativa dell'impegno della casa di Puteaux a cercare di occupare tutti i possibili sbocchi commerciali che la graduale diffusione dell'autotrazione stava offrendo. Nel 1914, però, la produzione di omnibus cessò a causa della guerra, ma solo per lasciare il posto alla produzione di autobus veri e propri, produzione che avrebbe avuto inizio solo alla fine della guerra. In quel periodo, la produzione di autobus fu piuttosto variegata in quanto oltre agli autobus veri e propri, vi furono anche autobus con carrozzeria aperta, sullo stile delle normali autovetture torpedo di quegli anni, ma con molte file di posti a sedere. La produzione di autobus proseguì parallelamente a quella degli autocarri anche dopo il 1932 e fino al 1953.

#### La produzione ferroviaria
La produzione di mezzi ferroviari marchiati De Dion-Bouton cominciò all'inizio del XX secolo con la realizzazione di draisine a motore: i primi modelli di questo genere erano caratterizzati dalle ottime prestazioni, in quanto erano in grado di raggiungere anche 50 km/h di velocità massima. Ma il campo in cui maggiormente la casa di Puteaux sarebbe andata affermandosi fu senza dubbio quello delle automotrici, un settore ne quale avrebbe esordito dopo la Prima Guerra Mondiale. Non immediatamente dopo, giacché le difficoltà di riorganizzazione non lo avrebbero permesso: all'indomani della fine della Grande Guerra, la prima attività della casa di Puteaux fu la trasformazione di alcuni camion GMC, abbandonati dopo la guerra, in mezzi ferroviari, mezzi che sarebbero stati rivenduti ad aziende esterne. Il primo modello prodotto e commercializzato dalla De Dion-Bouton fu il Type JM, disponibile nelle versioni a 15 o a 20 posti e con motori quadricilindrici da 30 o da 50 CV. La sua produzione si articolò in quattro serie, recanti ognuna un numero progressivo (da JM! a JM4) e in totale fu di almeno 66 esemplari fra il 1924 e il 1932, anche se altre fonti dichiarano che tale produzione superò le 80 unità. Tale dato, rapportato all'epoca, costituì un ottimo risultato di vendite, tanto che in breve la casa di Puteaux divenne il maggior costruttore francese di mezzi ferroviari.

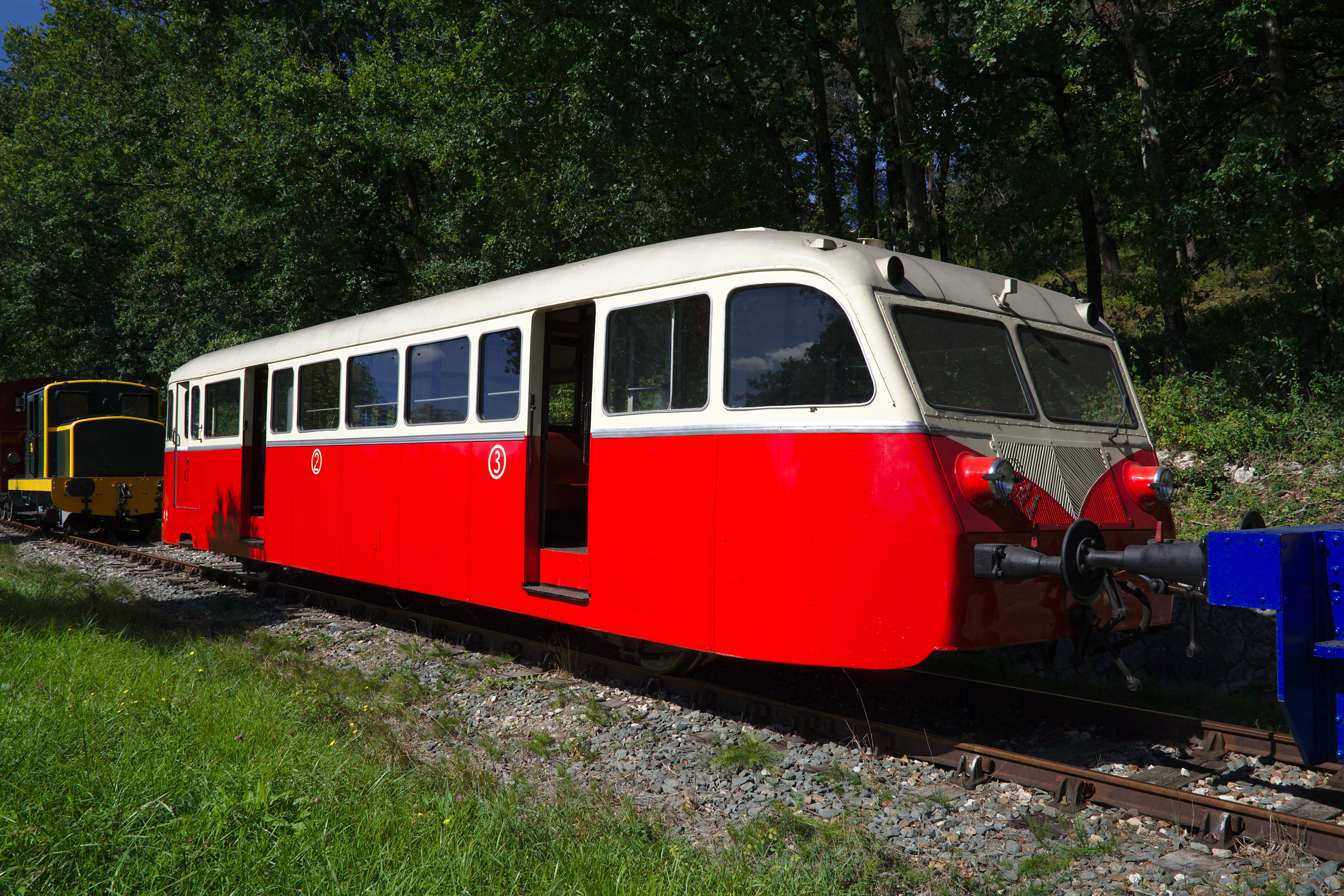
Una Type NT-M104 del 1939

Alla Type JM venne in breve tempo affiancata la Type JB, che si differenziava dall'altro modello per la maggior capienza di persone trasportabili. La portata massima trasportabile salì così dai 30 quintali della Type JM ai 40 quintali ed oltre (fino a 50 q) per la Type JB. Di conseguenza, si rese necessario anche un adeguato aumento delle prestazioni del motore, che venne incrementata fino a 60 CV. Anche la Type JB venne prodotta in più di una serie, in questo caso due, denominate JM1 e JM2.
Negli anni '30 del XX secolo, vennero prodotti altri modelli di automotrice, inizialmente piuttosto squadrati nelle forme, ma via via sempre più affusolati man mano che la ricerca aerodinamica si estese anche a questo genere di veicoli. Tra questi modelli di automotrice vanno ricordati la Type NT e la Type OC1, quest'ultima equipaggiato con un motore diesel da ben 180 CV. Dalla Type OC1 derivò la Type OR, simile nelle forme ma con un motore differente nel sistema di alimentazione. Fu uno degli ultimi modelli di automotrice prodotti: tra la fine degli anni '40 e l'inizio del decennio successivo, anche tale produzione cessò.

#### Altri settori produttivi
Già alla fine del XIX secolo la De Dion-Bouton cominciò a produrre motori nautici per imbarcazioni, nonché imbarcazioni complete un po' come anche altri costruttori dell'epoca, non solo francesi. In breve tempo, le imbarcazioni targate Puteaux divennero oggetti ambiti, alla moda, sebbene sempre presso una clientela molto abbiente. Durante i primi anni del XX secolo il Ministero della Marina francese vagliò addirittura la possibilità, da parte della De Dion-Bouton, di progettare e realizzare un sottomarino, anche se alla fine tale progetto non andrà mai oltre lo stadio del modellino in scala.
Quella dei motori aeronautici fu altro settore in cui la casa di Puteaux si rese attiva già dai primi anni del Novecento: i motori V8 per i quali la De Dion-Bouton fece scalpore quando li montò sotto il cofano delle proprie autovetture di prestigio, furono in realtà progettati, realizzati e montati già alcuni anni prima in alcuni dei primi aerei. Questi aerei, delle potenze comprese fra i 75 e i 130 CV a seconda del modello, venivano montati in scocche di aerei realizzate da altre aziende terze. Una di queste, per esempio, fu la Farman, tra le maggiori realtà industriali dell'epoca nel campo della produzione di aerei.
Altro campo di interesse della De Dion-Bouton fu la costruzione di motori da montare su biciclette (non prodotte dalla casa di Puteaux) per realizzare dei motocicli leggeri. Questa attività ebbe una valenza piuttosto secondaria nell'insieme delle varie attività produttive della casa di Puteaux: dopo la Seconda Guerra Mondiale venne ripresa in misura più massiccia per equipaggiare telai motociclistici preesistenti e uno dei clienti di maggior spicco fu la Harley-Davidson.
Infine, un ultimo settore produttivo in cui la De Dion-Bouton fu attiva per qualche tempo fu il settore delle macchine agricole. Tale produzione cominciò nei primi anni '10 del XX secolo: i telai furono anche in questo caso forniti da aziende esterne e potevano essere a tre o a quattro ruote, mentre i motori furono progettati dalla casa di Puteaux in modo tale da girare a regimi lenti e fornire quindi un più robusto apporto di coppia motrice. A seconda delle applicazioni, le potenze massime di questi motori erano comprese fra i 4 ed i 22 CV.

### Fine della De Dion-Bouton
Tra il 1952 e il 1953 la casa di Puteaux cessò la produzione di veicoli a motore in grande serie, sebbene qualche veicolo venne sporadicamente prodotto. Vi fu ancora un progetto relativo ad un escavatore, ma che di fatto rimase solo sulla carta. Inoltre, alcuni progetti relativi ad autocarri e camion dei pompieri vennero di fatto realizzati e prodotti in piccola serie. Uno di questi progetti venne rilevato dalla Rover che per qualche tempo lo produsse presso il proprio stabilimento Land Rover, ma mantenendo il marchio originario. Questi furono gli ultimi mezzi recanti il marchio di Puteaux: la fabbrica francese divenne un magazzino atto a fornire assistenza e riparazioni di veicoli De Dion-Bouton e Rover. Durante gli anni '50 e fino all'inizio del decennio seguente vennero anche prodotte delle biciclette. Il marchio venne definitivamente estinto nel 1968.

### L'attività sportiva

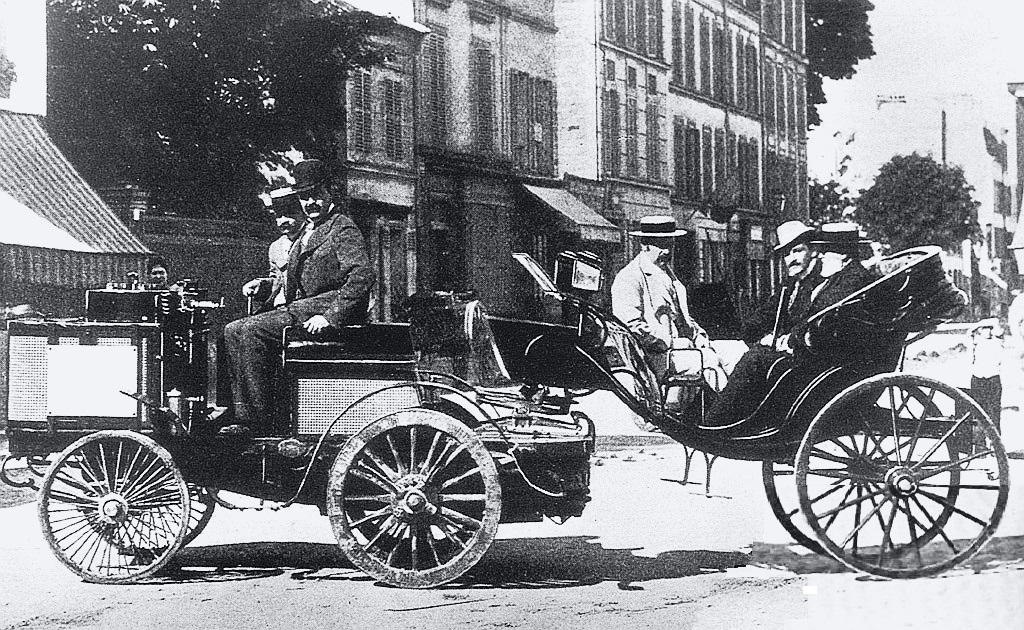
L De Dion-Bouton che partecipò alla Parigi-Rouen del 1894 tagliando per prima il traguardo, ma che venne purtroppo squalificata

Anche all'epoca, le gare costituivano un notevole vettore pubblicitario: tra il 1887 ed il 1891 le prime rudimentali gare vedevano come concorrenti quasi esclusivamente vetture a vapore, anche se tali manifestazioni non vennero ancora considerate come vere gare automobilistiche. Nel 1887, Albert De Dion fu l’unico a schierarsi alla partenza di una gara per vetture a vapore. Il suo quadriciclo del 1884, comunque costretto a correre, raggiunse una velocità massima di 60 km/h, un valore notevolissimo per quegli anni. In seguito, vi furono altre manifestazioni che coinvolsero vetture a vapore ed elettriche.

#### La Parigi-Rouen del 1894
Si arrivò così alla famosa Parigi-Rouen del 1894: alle ore 8 venne dato il via alla gara: il tragitto di 128 km prevedeva una pausa di un’ora e mezza a Mantes. La gara di velocità pura e semplice venne vinta da un trattore a vapore della De Dion-Bouton, che impiegò 6 ore e 48 minuti, ma il primo premio venne assegnato dalla giuria alla Peugeot Type 6 numero 65 pilotata da Georges Lemaitre ed alla Panhard & Levassor pilotata da Hippolyte Panhard, a pari merito. Il secondo premio venne invece assegnato proprio al trattore De Dion-Bouton, in assoluto il più potente tra i veicoli in gara e che riusciva ad avere la meglio sui concorrenti nei tratti in salita, ma che per la sua pesantezza non riuscì a soddisfare le specifiche richieste dalla giuria stessa in fatto di maneggevolezza, senza contare il fatto che per funzionare necessitava di un fuochista come co-pilota, in contrasto con il regolamento della gara, che prevedeva un solo conducente.

#### La Pechino-Parigi
Il 31 gennaio 1907 fu lanciata l'idea di una gara automobilistica da Pechino a Parigi e la De Dion-Bouton decise di partecipare con due auto, guidate da due suoi operai, Georges Cormier e Victor Collignon, per dimostrare al mondo che l'industria automobilistica francese era la migliore in quel periodo.

Le vetture però arrivarono al traguardo di Parigi venti giorni dopo la vincitrice, la Itala 35/45 HP del principe Scipione Borghese guidata dal suo chauffeur Ettore Guizzardi, con a bordo anche il giornalista Luigi Barzini del Corriere della Sera e dopo la Spyker guidata da Charles Godard e Jean du Taillis. L'altro veicolo francese, il triciclo Contal, fu costretto a ritirarsi durante la corsa.

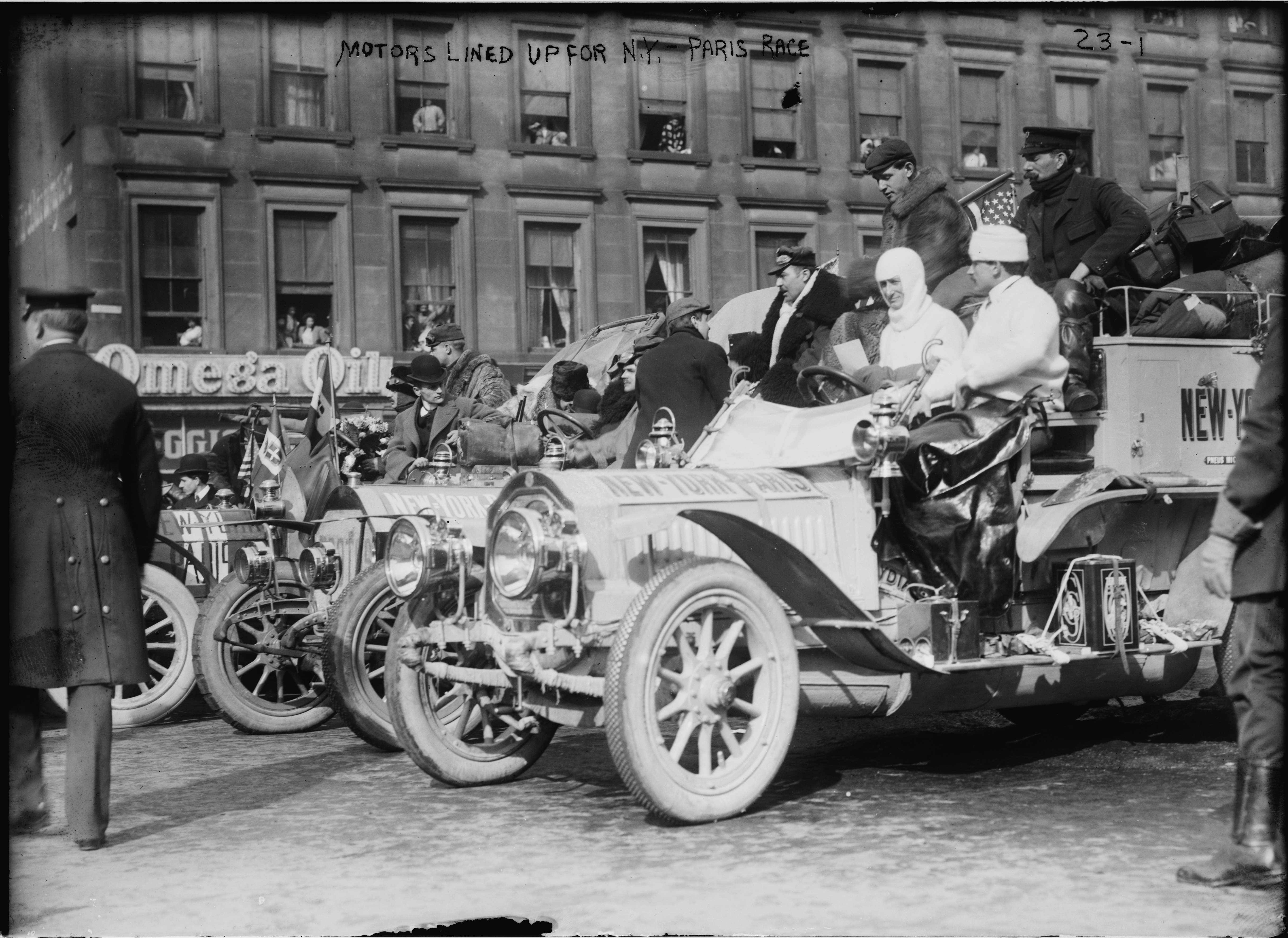
La partenza della New York-Parigi: in primo piano la De Dion-Bouton che partecipò alla massacrante gara

#### La Corsa New York-Parigi del 1908
La New York-Parigi del 1908 fu una gara a dir poco massacrante, specialmente considerato lo stato delle strade dell'epoca e le tecnologie automobilistiche di quegli anni, non di certo garanti di una particolare sicurezza su strada. Furono sei le vetture concorrenti a presentarsi alla linea di partenza il 12 febbraio 1908 a New York. Una Züst (unica italiana in gara), una Protos (tedesca), una Thomas Flyer (stutunitense) e tre francesi (De Dion-Bouton, Sizaire-Naudin e Motobloc). Purtroppo la vettura di Puteaux non riuscì a tagliare il traguardo, ma riuscì quanto meno ad arrivare a Vladivostok